# 니시자와 요시야
니시자와 요시야(일본어: 西澤 代志也, 1987년 6월 13일 ~ )는 일본의 전 축구 선수이다.

## 구단 경력
그는 2006년부터 2018년까지 J리그의 우라와 레즈, 더스파 구사쓰, 도치기 SC에서 활동하였다.